# Endophloeus
Endophloeus is een geslacht van kevers uit de familie somberkevers (Zopheridae).

## Soorten
- E. exculptus (Germar, 1847)
- †E. gorskii (Alekseev & Bukejs, 2016[1])
- E. markovichianus (alternatieve spelling: E. marcovichianus) (Piller & Mitterpacher, 1783)
- E. porteri (Brèthes, 1925)
- E. serratus (Sharp, 1885)
- E. spinulosa (Latreille, 1807)
- E. squarrosus (Germar, 1847)